# عشق دیرین (آلبوم)
عشق دیرین آلبومی با خوانندگی سالار عقیلی و آهنگسازی مهرداد دلنوازی است.
این آلبوم در تاریخ ۲۱ فروردین ۱۳۸۹ در ایران توسط شرکت صوتی و تصویری سروش شده‌است. در این آلبوم از اشعار عارف قزوینی، رهی معیری، علی‌اکبر شیدا، رحیم زریان، محمدسعید میرزایی و اسماعیل امینی استفاده شده‌است. این آلبوم در اسپاتیفای جزو آثار پربازدید بخش موسیقی فولکلور بوده‌است.

## آهنگ‌ها
- ۱: از خون جوانان وطن
- ۲: داغ حسرت
- ۳: جان عاشقان
- ۴: سرخوشان
- ۵: ای زلف سر کج
- ۶: عشق دیرین
- ۷: جرعه ای از آسمان
- ۸: سحرگهان
- ۹: نگار
- ۱۰: طالع روشن